# Acordo de confissão
Um acordo de confissão é um acordo em processos judiciais, por meio do qual o promotor fornece uma concessão ao réu em troca de uma confissão de culpa ou nolo contendere. Isto pode significar que o réu se declarará culpado de uma acusação menos grave, ou de uma das várias acusações, em troca da rejeição de outras acusações; ou pode significar que o réu se declarará culpado da acusação criminal original em troca de uma sentença mais branda.
Um acordo de confissão permite que ambas as partes evitem um julgamento criminal demorado e pode permitir que os réus criminais evitem o risco de condenação em julgamento por uma acusação mais grave. Por exemplo, no sistema jurídico dos Estados Unidos, pode ser oferecida a um réu acusado de roubo, cuja condenação exigiria prisão numa prisão estatal, a oportunidade de se declarar culpado de uma acusação de roubo de contravenção, o que não pode carregar uma pena privativa de liberdade.
Em casos como um acidente rodoviario, quando existe potencial de responsabilidade civil contra o réu, o réu pode concordar em declarar "não contestação" ou "culpado com reserva civil", o que essencialmente é uma confissão de culpa sem admitir responsabilidade civil.
A delação premiada pode representar um dilema para os advogados de defesa, na medida em que eles devem escolher entre buscar vigorosamente um bom acordo para seu cliente atual ou manter um bom relacionamento com o promotor para ajudar futuros clientes. No entanto, no caso dos EUA, por exemplo, a ética da Ordem dos Advogados exige que os advogados de defesa defendam os interesses do cliente actual em detrimento dos interesses dos outros. A violação desta regra pode resultar na imposição de sanções disciplinares contra o advogado de defesa pela Ordem dos Advogados do estado apropriado.
Na troca de acusações, os réus se declaram culpados de um crime menos grave do que a acusação original que foi apresentada contra eles. Na troca da contagem, eles se declararam culpados de um subconjunto de múltiplas acusações originais. Na troca de sentenças, eles se declaram culpados concordando antecipadamente sobre qual sentença será dada; no entanto, esta sentença ainda pode ser negada pelo juiz. Na verdade, na negociação, os arguidos declaram-se culpados, mas o procurador concorda em estipular (ou seja, afirmar ou conceder) certos factos que afectarão a forma como o réu será punido de acordo com as directrizes de condenação.
O acordo de confissão foi considerada um fenômeno predominantemente americano durante os anos 70 mas desde então se espalhou por todo o mundo.